# Ichthyophis youngorum
Espèce
Statut de conservation UICN

 DD  : Données insuffisantes
Ichthyophis youngorum est une espèce de gymnophiones de la famille des Ichthyophiidae.

## Répartition
Cette espèce est endémique de province de Chiang Mai en Thaïlande. Elle se rencontre entre 700 et 1 200 m d'altitude.

## Étymologie
Cette espèce est nommée en l'honneur d'Oliver Gordon Young (1926-) et de sa famille.

## Publication originale
- Taylor, 1960 : On the caecilian species Ichthyophis glutinosus and Ichthyophis monochrous, with description of related species. University of Kansas Science Bulletin, vol. 40, no 4, p. 37-120 (texte intégral).